# Tsai Chih-chung
Tsai Chih-chung (蔡志忠, pinyin: Cài Zhìzhōng) är en taiwanesisk serieskapare och animatör, född 2 februari 1948.
Tsai började teckna serier som sjuttonåring, och inledde 1976 en parallell karriär som animatör. 1983 skapade han sin genombrottsserie, humorserien The Drunken Swordsman (大醉俠), men sedan mitten av 1980-talet har han framför allt fått spridning som författare av seriealbum baserat på Kinas historia, filosofi och folklore, varav den första var Zhuang Zi talar - naturens musik. Genom denna bok, och dess efterföljare, har Tsai rönt framgång såväl i Taiwan som i fastlands-Kina, och blivit översatta och utgiven inte bara i stora delar av Östasien utan också i Nordamerika och Europa.

## Utmärkelser
- 1979: tilldelades pris vid Golden Horse Film Festival för den animerade långfilmen Old Master Q (七彩老夫子).
- 1985: utnämndes som en av  "Republiken Kinas tio framstående ungdomar" (中華民國十大傑出青年) for Zhuang Zi talar - naturens musik (莊子說).
- 1999: tilldelades det nederländska Prins Claus-priset för sin samlade serieproduktion.
- 2011: tilldelades det taiwanesiska Golden Comic Award Lifetime Award för sin samlade serieproduktion.